# ベンゲット州

ベンゲット州

ベンゲット州（ベンゲットしゅう、Province of Benguet）は、フィリピン北部ルソン島にあるコルディリェラ行政地域（Cordillera Administrative Region, CAR）に属する州である。北にマウンテン州、東にイフガオ州、カガヤン・バレー地方のヌエヴァ・ヴィスカヤ州、南にイロコス地方のパンガシナン州、西にラ・ウニョン州、北西にイロコス・スル州と接する内陸州である。

## 概要
1966年6月18日、ベンゲット州は、イロコス地方の1つとなり、1987年7月15日にCARが確立され、ベンゲット州は以来この地域の1つとなった。面積は2,655.4km2、人口は582,515人（2000年）でCAR内では最も多い州である。最大の都市はバギオ（Baguio）であるが、州から独立した都市で、州都は地方自治体の1つラ・トリニダード（La Trinidad）（人口約10万人）である。
アグノ川上流にアンブクラオダムとビンガダムが建設されて、発電された電気はマニラに送電されている。

## 地理

### 気候
ベンゲット州は1,000mから2,000mの高地にあり、首都マニラよりも気温が10℃程低く、7月から8月にかけても気温が25℃以上になることが少なく過ごしやすい。1～3月でも、ラ・トリニダードにおいて日中は15～20℃、夜間は10～13℃、2,000mの高地に至ってはさらに低くなるが降雪はみられない。6月から11月が雨季、12月から5月までが乾季。

## 姉妹自治体･提携自治体

### 海外
姉妹友好提携
- 高知県（日本国 四国地方）
  - 1975年（昭和28年）7月28日 姉妹県提携

## 経済

### 産業

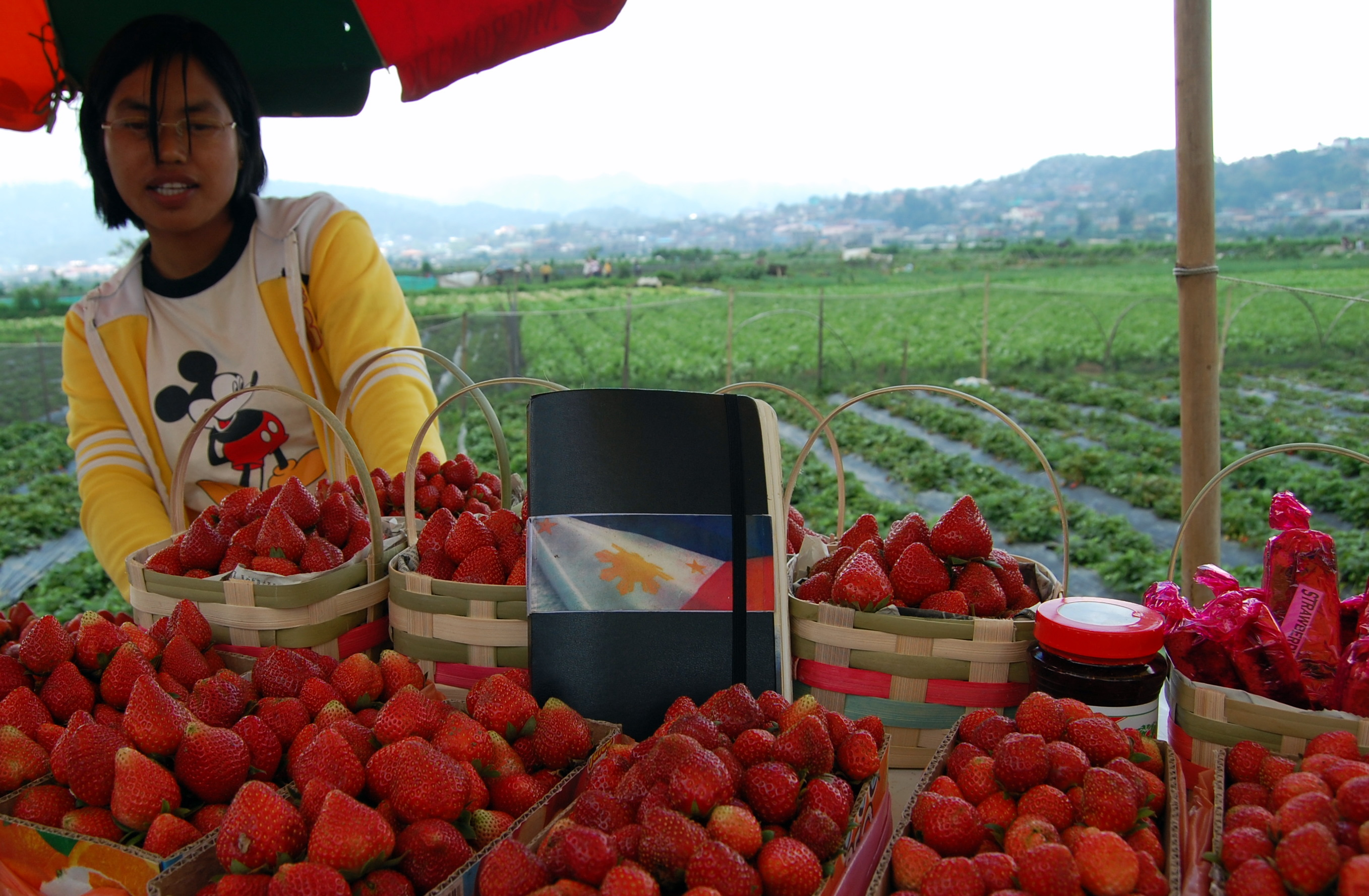
イチゴ売り（ラ・トリニダード）

- 高原野菜（キャベツ、ニンジン、ジャガイモ、レタス、大根）、イチゴが特産。ラ・トリニダードの谷間は「ルソン島の菜園」とも呼ばれ、これらの野菜は州都ラ・トリニダードの集積基地トレーディング・ポストに集められ、主にマニラ首都圏に出荷される。こちらの野菜は｢バギオ野菜」と呼ばれ、他産地に比べて高値で取引される。
- 鉱業（金、銅等を産する）